# Israels filmhistoria
Israel har under de senaste åren haft stora framgångar inom filmen. Israel har nominerats för fler Oscars för bästa utländska film (6) än något annat land i Mellanöstern. De flesta filmer görs på hebreiska, resten på engelska, andra europeiska språk och arabiska.
Filmer som uppnått kultstatus i Israel är bland andra Mivtsa Savta, Alex Holeh Ahavah, Charlie Ve'hetzi, Höjd 24 svarar inte, Eskimo Limon och Hagiga B'Snuker.

## Israeliska regissörer
- Boaz Davidson
- Eytan Fox
- Amos Gitai
- Ephraim Kishon
- Avi Mograbi
- David Perlov
- Raphael Nadjari

## Israeliska filmer
- Alex Holeh Ahavah
- Alila
- Blaumilch Canal
- Bonjour Monsieur Shlomi
- Broken Wings
- Buzz
- Charlie Ve'hetzi
- Close to Home
- The Color of Olives
- Eskimo Limon
- Höjd 24 svarar inte
- Live and Become
- Hagiga B'Snuker
- The House on Chelouche Street
- James' Journey to Jerusalem
- Kadosh
- Kedma
- Keep Not Silent
- Kempler video
- Kippur
- Late Marriage
- Late Summer Blues
- Matzor
- Metallic Blues
- Metzitzim
- Mivtza Savta
- Nina's Tragedies
- Or (My Treasure)
- Paper Dolls
- Sallah Shabati
- Shark Attack 3: Megalodon
- Time of Favor
- Walk on Water
- Yana's Friends
- Yossi & Jagger
- Ushpizin

### På engelska
- Israel Studies 1999 - Specialinriktning: Filmer i det israeliska samhället
- Kamal Abdel-Malek, The Rhetoric of Violence: Arab-Jewish Encounters in Contemporary Palestinian Literature and Film, Palgrave Macmillan, 2005
- Amy Kronish, World cinema: Israel, Trowbridge, Wiltshire : Flicks Books [etc.], 1996
- Amy Kronish and Costel Safirman, Israeli film : a reference guide, Westport, Conn. [etc.] : Praeger, 2003
- Raz Yosef, Beyond flesh : queer masculinities and nationalism in Israeli cinema, New Brunswick, NJ [etc.] : Rutgers Univ. Press, 2004
- Ella Shohat, Israeli cinema : East West and the politics of representation, Austin : Univ. of Texas Tryckt 1989 ( en uppdaterad nyåtgåva kommer publiceras av I B Tauris & Co Ltd 2007)